# Bradystichus tandji
Bradystichus tandji là một loài nhện trong họ Pisauridae.
Loài này thuộc chi Bradystichus. Bradystichus tandji được Norman I. Platnick & Raymond Robert Forster miêu tả năm 1993.